# .gf
.gf ist die länderspezifische Top-Level-Domain (ccTLD) von Französisch-Guayana. Sie wurde am 25. Juli 1996 eingeführt und wird vom ortsansässigen Unternehmen Net Plus mit Hauptsitz in Cayenne verwaltet. Sie gehört zur Association Française pour le Nommage Internet en Coopération, deren Zuständigkeit zuletzt im Juli 2012 verlängert wurde. Sie betreut neben .gf auch .fr sowie die assoziierten Endungen .bl, .mf, .mq, .pm, .re, .tf, .wf, .yt sowie .gp.
In den Jahren 2008 und 2011 erklärte die Vergabestelle, das Potential der Endung verstärkt nutzen zu wollen. Dennoch können bisher keine Domains dafür registriert werden. Stattdessen greifen Interessenten oft auf die deutlich beliebtere Endung .fr zurück.

## Weblink
- Website der Vergabestelle (Memento vom 5. Februar 2017 im Internet Archive)